# Margaret Eliza Maltby
Margaret Eliza Maltby (10 de diciembre de 1860 - 3 de mayo de 1944) fue una física estadounidense notable por la medición de altas resistencias electrolíticas y conductividad de soluciones muy diluidas.

## Primeros años

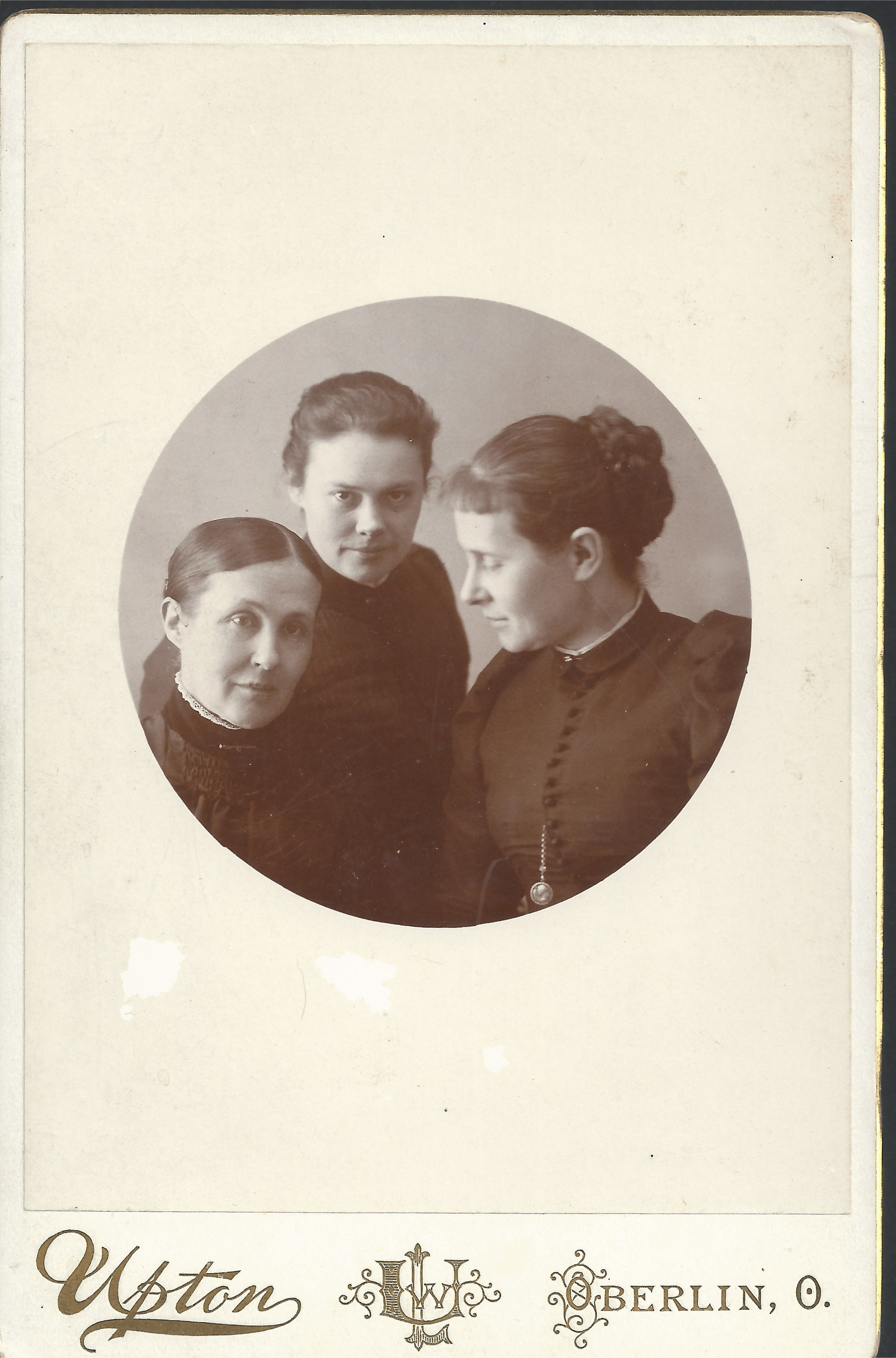
Margaret Maltby (centro) con sus hermanas Betsy (Maltby) Mayhew y Martha Jane Maltby, 1892

Sus padres le enseñaron a usar maquinaria básica y su padre apoyó especialmente su interés por las matemáticas. Después de la muerte de su padre, la familia Maltby se mudó a Oberlin, Ohio, en busca de oportunidades educativas.
Durante sus años en Oberlin College, también exploró su interés por la música. La música se convirtió en una de sus pasiones de por vida, desde disfrutar de la música clásica en la radio en su casa hasta desarrollar uno de los primeros cursos académicos sobre la física de la música durante su mandato en la Universidad de Columbia.

## Educación
- AB Oberlin College 1882.
- AM Oberlin College 1891.
- BS Instituto de Tecnología de Massachusetts 1891.
- Doctor. Universidad de Göttingen 1895 bajo Walther Hermann Nernst.[4]

En 1887, se inscribió en el MIT y obtuvo una licenciatura en 1891. Fue la primera mujer estadounidense a la que se le permitió obtener un título de posgrado en la Universidad de Göttingen en 1895. También fue la primera mujer en recibir un doctorado en física de Göttingen; de hecho, fue la primera mujer en obtener un doctorado en física de cualquier universidad alemana. Después de recibir su doctorado, trabajó en el recién fundado Institut für Physikalische Chemie en Göttingen con Walther Hermann Nernst. Invitada de regreso a Alemania en 1898 para trabajar en Physikalisch-Technische Reichsanstalt en Charlottenburg, fue asistente de investigación del presidente, Friedrich Kohlrausch, y ayudó a establecer la metodología de investigación en el campo de la conductividad.  Después de regresar a los Estados Unidos, Maltby estudió física matemática con Arthur Webster en la Universidad de Clark desde 1899 hasta 1900.

## Carrera profesional
- 1889-93 Instructora, Departamento de Física, Wellesley College
- 1893-96 Estudiante de doctorado y asistente de investigación, Universidad de Göttingen
- 1896-97 Profesora asociada, Departamento de Física, Wellesley College[9][10]
- 1897-98 Instructora de matemáticas y física, Lake Erie College
- 1898-99 Asistente de investigación, Physikalisch-Technische Reichsanstalt, Charlottenburg, Alemania
- 1900-03 Instructora, Departamento de Química, Barnard College, Universidad de Columbia
- 1903-10 Profesora adjunta, Departamento de Física, Barnard College
- 1910-13 Profesora asistente, Barnard College
- 1913-31 Profesora asociada y presidente, Departamento de Física, Barnard College

## Trabajo
La mayor parte de su investigación significativa ocurrió antes de que comenzara a enseñar en Barnard College, una universidad para mujeres fundada en 1889, donde su participación en la administración le dejó poco tiempo para la investigación. Fue una mentora para sus estudiantes, y extendió vigorosamente sus esfuerzos para apoyar su avance profesional. Durante sus 31 años de enseñanza en Barnard, y los casi 20 años que fue presidenta del departamento de física, Maltby se interesó mucho en el aprendizaje de sus estudiantes, e incluso introdujo cursos de física para no físicos, incluido el primer curso en física de la música.
Hay muchos ejemplos de sus esfuerzos para apoyar el avance profesional de las físicas. Como presidenta del Comité de Becas de la Asociación Estadounidense de Mujeres Universitarias (AAUW), Maltby administró fondos que apoyaban a las mujeres que participaban activamente en la investigación de la física durante la primera parte de sus carreras. Dado que las mujeres no eran elegibles para muchas becas de investigación debido a su género, las becas AAUW eran fundamentales para mantener un cuadro de mujeres físicas. El enorme esfuerzo de Maltby contribuyó a la preservación de las becas.
A pesar de la Regla del Decano de Barnard College que establece que "el Colegio no puede permitirse el lujo de tener mujeres en el personal para quienes el trabajo universitario es secundario; el Colegio no está dispuesto a estampar con aprobación a una mujer para quien las tareas domésticas auto-elegidas pueden ser secundarias". Maltby apoyó los esfuerzos de las mujeres para hacer ambas cosas. Como presidenta del Departamento de Física, se opuso enérgicamente a la renuncia forzada de Harriet Brooks cuando planeaba casarse.
La entrevistadora de física e historia de la ciencia Katherine Sopka escribió que sus estudiantes la admiraban mucho. Una le escribió que "la profesora Maltby fue mi mentora, una dama amable, una amiga y una consejera. Su consejo más memorable para mí fue no renunciar al matrimonio por una carrera, consejo que seguí y viví feliz para siempre ".
La primera edición de American Men of Science, publicada en 1906, reconoció su nombre con una estrella para señalarla como una de las principales científicas del país.

## Publicaciones

### Publicaciones científicas
- "Methode zur Bestimmung grosser elektrolytischer Widerstände", Zeitschrift für Physikalische Chemie 18: 133-158 (1895).
- "Methode zur Bestimmung der Periode electrischer Schwingungen", AnPhCh 61: 553 (1897).
- "Das elektrische Leitvermögen wässriger Lösungen von Alkali-Chloriden und Nitraten", en Wissenschaftliche Abhandlungen der Physikalisch-Technischen Reichsanstalt. Vol. 3: 156 (1900) con F. Kohlrausch .

### Publicaciones sobre educación
- "Algunos puntos de comparación entre universidades alemanas y estadounidenses", PAColA 2ds. 62: 1 (1896).
- "La relación de la física y la química con los cursos universitarios de ciencias", Columbia Quarterly 18: 56 (diciembre de 1915).
- "El físico", en Carreras para mujeres, Catherine Filene, ed. (Boston: Riverside Press, 1920): 430-433.
- "Historia de las becas otorgadas por la Asociación Americana de Mujeres Universitarias, 1888-1929". Nueva York: Columbia University Press, 1929.

## Honores
- Primera mujer en recibir un doctorado en física de la Universidad de Göttingen, 1895
- Miembro europeo de la Asociación Americana de Mujeres Universitarias, 1895-96
- Miembro de la Asociación Estadounidense para el Avance de la Ciencia, 1889
- Compañero de la Sociedad Estadounidense de Física, 1900
- Apareció en las primeras siete ediciones de American Men of Science, 1906
- Beca Margaret E. Maltby establecida por la Asociación Estadounidense de Mujeres Universitarias, 1926[1][5]

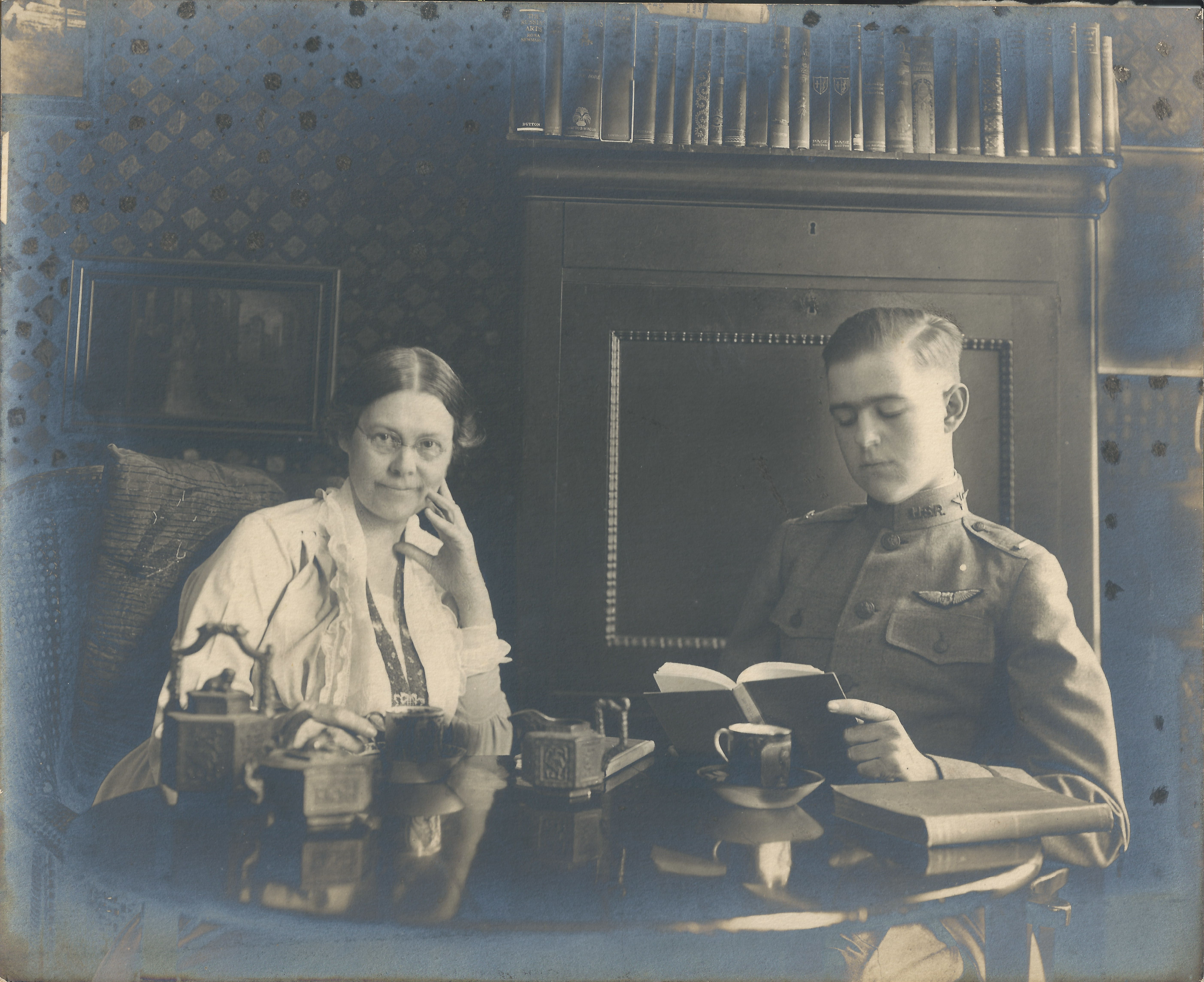
Margaret Maltby con su hijo Philip Randolph Meyer, en casa después del entrenamiento de vuelo en Kelly Field, San Antonio, Texas, alrededor de 1918.

## Vida personal
"La propia Maltby nunca se casó, pero sin embargo disfrutó de algunos de los placeres de la maternidad y la abuela a través de la adopción en 1901 del hijo huérfano de un amigo cercano". —Katherine Sopka.
La cita anterior fue la ficción cortés aceptada por los amigos y asociados de Maltby en el mundo académico de Barnard College y la Universidad de Columbia en la primera mitad del siglo XX.
Y era ficción.
Las pruebas de ADN autosómico de las dos hijas del hijo "adoptado" de Margaret Maltby, disponibles en Ancestry.com., Muestran su ascendencia de familias ancestrales de la madre de Maltby y de su padre, evidente en el ADN que comparten sus hijas con muchos otros descendientes de esas familias.  Está claro que Philip Randolph Meyer era el hijo natural de Maltby. Nació en junio de 1897, seis meses después de la repentina renuncia de Maltby al final del período de otoño de 1896 "como consecuencia de un accidente" de su puesto como profesora asociada de física en Wellesley College.
Reapareció para reanudar su carrera docente como instructora en Lake Erie College en septiembre de 1897. Regresó a un puesto de investigadora en Alemania en 1898, dejando a su hijo al cuidado de un amigo con una guardería bien equipada. A su regreso a los Estados Unidos en 1901, se reunió con su hijo.  Asumió su puesto en Barnard College ese mismo año.
Pasó el resto de su vida en la comunidad de Morningside Heights de la Universidad de Columbia, a excepción de un año sabático en el Laboratorio Cavendish de la Universidad de Cambridge, en 1910, un intento efímero de trasladarse a California para su jubilación, y frecuentes y extensos viajes y giras.

## Muerte
Maltby murió el 3 de mayo de 1944 en el Columbia-Presbyterian Medical Center en la ciudad de Nueva York.